# الشيطان ودانييل وبستر (فلم)
الشيطان ودانييل وبستر (بالإنجليزية: The Devil and Daniel Webster) هو فيلم فنتازيا تم إنتاجه في الولايات المتحدة وصدر في سنة 1941.

## ترشيحات وجوائز
| السنة | الحدث  | الفئة               | النتيجة  |
| ----- | ------ | ------------------- | -------- |
|       | أوسكار | أفضل موسيقى تصويرية | فـــــوز |
|       | أوسكار | أفضل ممثل           | ترشـيـح  |

## وصلات خارجية
- مقالات تستعمل روابط فنية بلا صلة مع ويكي بيانات

1. ↑  "معلومات عن الشيطان ودانييل وبستر (فيلم) على موقع movie.walkerplus.com". movie.walkerplus.com. مؤرشف من الأصل في 2019-12-10.
2. ↑  "معلومات عن الشيطان ودانييل وبستر (فيلم) على موقع kinopoisk.ru". kinopoisk.ru. مؤرشف من الأصل في 2015-06-29.
3. ↑  "معلومات عن الشيطان ودانييل وبستر (فيلم) على موقع elfilm.com". elfilm.com.[وصلة مكسورة]